# Uracoa
Uracoa is een stad en gemeente in de Venezolaanse staat Monagas. De gemeente telt 12.300 inwoners. De hoofdplaats is Uracoa.